# سكوت بولوك (لاعب كرة قدم)
سكوت بولوك (بالإنجليزية: Scott Pollock)‏ هو لاعب كرة قدم بريطاني في مركز الوسط، ولد في 12 مارس 2001 في نورثامبتون في المملكة المتحدة. لعب مع نورثامبتون تاون.

## وصلات خارجية
- سكوت بولوك (لاعب كرة قدم) على موقع قاعدة بيانات كرة القدم.إي يو (الإنجليزية)
- سكوت بولوك (لاعب كرة قدم) على موقع Soccerbase.com (لاعب) (الإنجليزية)
- سكوت بولوك (لاعب كرة قدم) على موقع Soccerway.com (الإنجليزية)